# Зибашехр
Зибаше́хр или Хуленджа́н (перс. زیباشهر‎) — небольшой город в центральном Иране, в провинции Исфахан. Входит в состав шахрестана Мобареке. По данным переписи, на 2006 год население составляло 9 071 человек.
В переводе Зибашехр означает "красивый город" (от перс. زیبا‎, красота, и перс. شهر‎, город)

## География
Город находится в южной части Исфахана, в гористой местности восточного Загроса, на высоте 1665 метров над уровнем моря.
Зибашехр расположен на расстоянии приблизительно 25 километров к югу от Исфахана, административного центра провинции и на расстоянии 360 километров к югу от Тегерана, столицы страны. Ближайший гражданский аэропорт расположен в городе Зерриншехр.